# Buzita
Buzita (szlovákul: Buzica) község Szlovákiában, a Kassai kerület Kassa-környéki járásában.

## Fekvése
Kassától 26 km-re délnyugatra, a magyar határ mellett fekszik.

## Élővilága

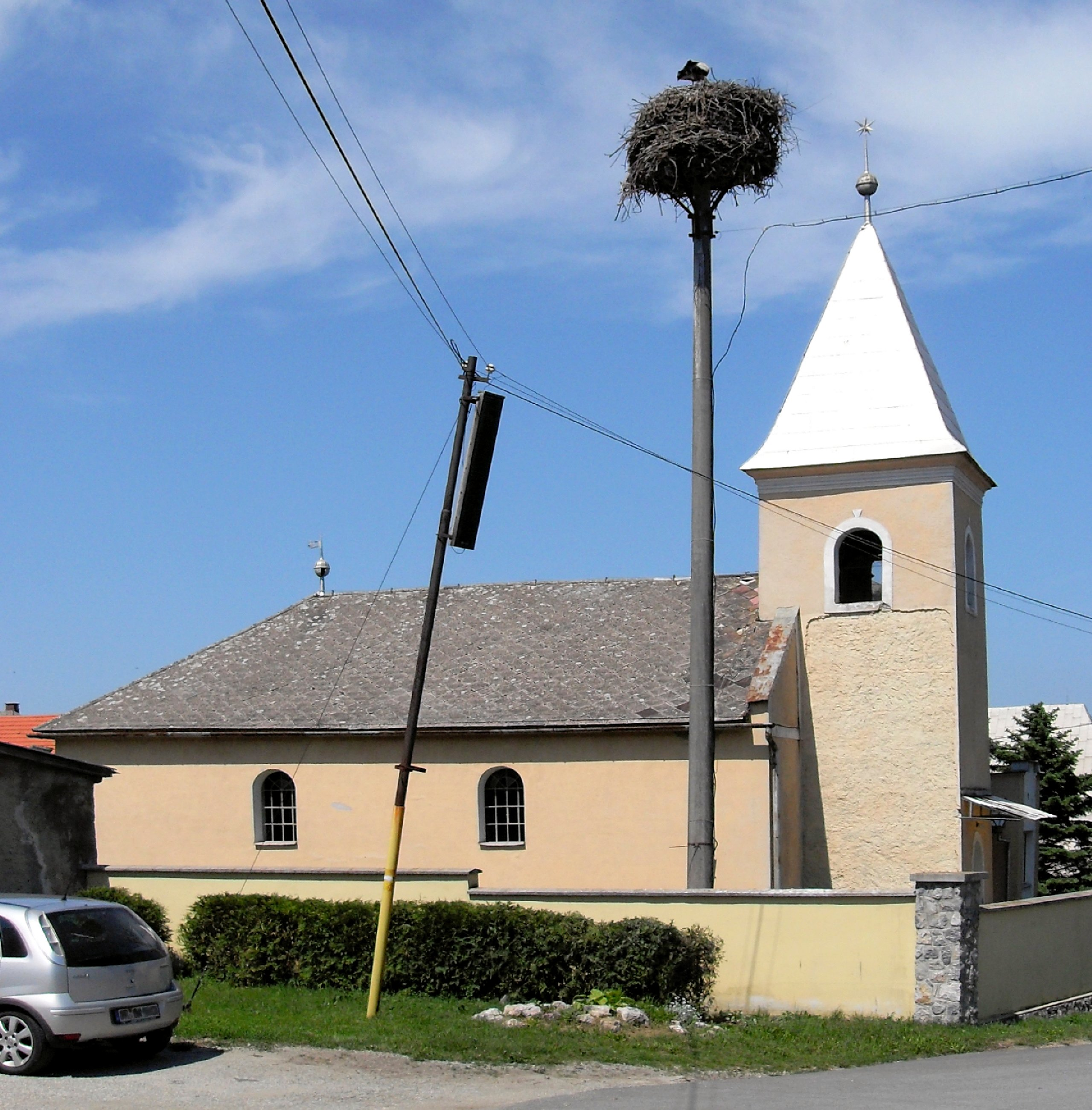

A faluban számos gólyafészek van, 2013-ban 9 fészekben volt költés. 2014-ben az Euronatur Buzitát nyilvánította az év Európai Gólyafalujának.
A vadállomány vegyesnek mondható, az apróvad (fácán, fürj, nyúl) létszámát tekintve nem jelentős, nem is vadásznak ezen fajok egyedeire. Az őz elterjedése minden szempontból meghatározó. Szarvas, vaddisznó váltóvadként van jelen, habár egyre több példány alkalmazkodik és megmarad a területen.

## Története
1262-ben „villa Bozita” néven említik először, más források szerint már 1138-ban szerepel oklevélben. Neve a szláv Božeta személynévből származik. Valószínűleg a 11. században élt Fancsal nádor apja, Bozete nevét viseli.
A 18. század végén Vályi András így ír róla: „BUZITA. Buzitze, Buzics. Magyar falu Abaúj Vármegyében, birtokosai külömbféle Urak, lakosai katolikusok, fekszik Kassátol egy, és negyed rész mértföldnyire, minden elegendő javai lévén, első Osztálybéli.”
Fényes Elek 1851-ben kiadott geográfiai szótárában így ír a faluról: „Buzitha, magyar falu, Abauj vgyében, Kassához 1 órányira; felemelkedett helyen a Kanyapta mocsár mellett; 807 r. kath. 129 g. kath., 8 evang., 176 ref., 28 zsidó lak. Kath. és ref. anyatemplomok. Szántófölde meglehetős; erdeje derék; vizimalma van, de ivó vize rosz. F. u. Szentimrey, Korponay, Pongrácz, Szeldmayer s m.”
Borovszky monográfiasorozatának Abaúj-Torna vármegyét tárgyaló része szerint: „Félórányira kelet felé fekszik Buzita község körjegyzőséggel, 204 házzal, 1203 magyar lakossal. Postája magának van, távirója Nagy-Ida, vagy Szepsi. Itt van Szentimrey Gellért nagybirtokos régi kastélya, mely már kétszáz évvel ezelőtt is a család birtokában volt. Ódon, nagy, érdekes épület, tágas lakosztályokkal. Sok régi festményt és nyomtatványt találunk itt megőrizve, többek közt egri, lőcsei, bártfai, kassai, nagyszombati, pozsonyi stb. nyomtatványokat a XVI., XVII. és XVIII. századból és Gvadányi Sándornak, Szendrő vára kapitányának eredeti kéziratkönyvét 1696-ból, naplószerü jegyzetekkel, latin és német fogalmazványokkal. Mint ritkaságot, fölemlitjük e gyűjteményben egy bizanczi motivumokkal selyemmel himzett Mária-képet, melyen következő felirat olvasható: "Wahre Abbildung des marianischen Gnadenbild, so Ao. 1696 den 4. Novemb. zu Beer in ober Ungarn zum ersten dann auch zu mehrmalen auf beuden augen weunte." A községnek két temploma van, róm. katholikus és református. Az elsőt Szentimrey Pál épittette 1740-ben. Benne van a család ezen ágának sirboltja és oratoriuma. Buzita határában találtak bronzkori emlékeket is.”
A trianoni békediktátumig Abaúj-Torna vármegye Csereháti járásához tartozott, ezután az új csehszlovák állam része lett. 1938 és 1945 között újra Magyarország része.

## Népessége
| Év:            | 1994. | 2004.   | 2014.   | 2024.   |
| -------------- | ----- | ------- | ------- | ------- |
| Emberek száma: | 1088  | 1157    | 1209    | 1157    |
| Eltérés:       |       | +6,34 % | +4,49 % | -4,30 % |

| Év:            | 2023. | 2024.   |
| -------------- | ----- | ------- |
| Emberek száma: | 1177  | 1157    |
| Eltérés:       |       | -1,69 % |

- 1880-ban 1146 lakosából 1096 magyar és 8 szlovák anyanyelvű volt.
- 1890-ben 1203 lakosából 1199 magyar és 4 szlovák anyanyelvű volt.
- 1900-ban 1186 lakták, ebből 1172 magyar és 9 szlovák anyanyelvű.
- 1910-ben 1088 lakosából 1083 magyar és 3 szlovák anyanyelvű volt.
- 1921-ben 938 lakosából 866 magyar és 23 csehszlovák volt.
- 1930-ban 1090 lakosából 732 magyar és 136 csehszlovák volt.
- 1941-ben 1009 lakosából 985 magyar és 3 szlovák volt.
- 1991-ben 1061-en lakták, ebből 815 magyar és 212 szlovák.
- 2001-ben 1142-en lakták, ebből 725 magyar, 367 szlovák.
- 2011-ben 1195 lakosából 628 magyar és 425 szlovák volt.

## Neves személyek
- Itt hunyt el Gál Sándor (1937-2021) szlovákiai magyar költő, író, publicista.
- Itt játszott Fedor Norbert (1986) magyar származású szlovákiai labdarúgó, kapus.

## Kultúra
- Női énekkarát 1974-ben alapították.
- A Kelepelők Néptáncegyüttest 2002-ben alapították. Taglétszáma 2007-ben 30 fő volt.
- A Buzitai Citerazenekart szintén 2002-ben alapították.

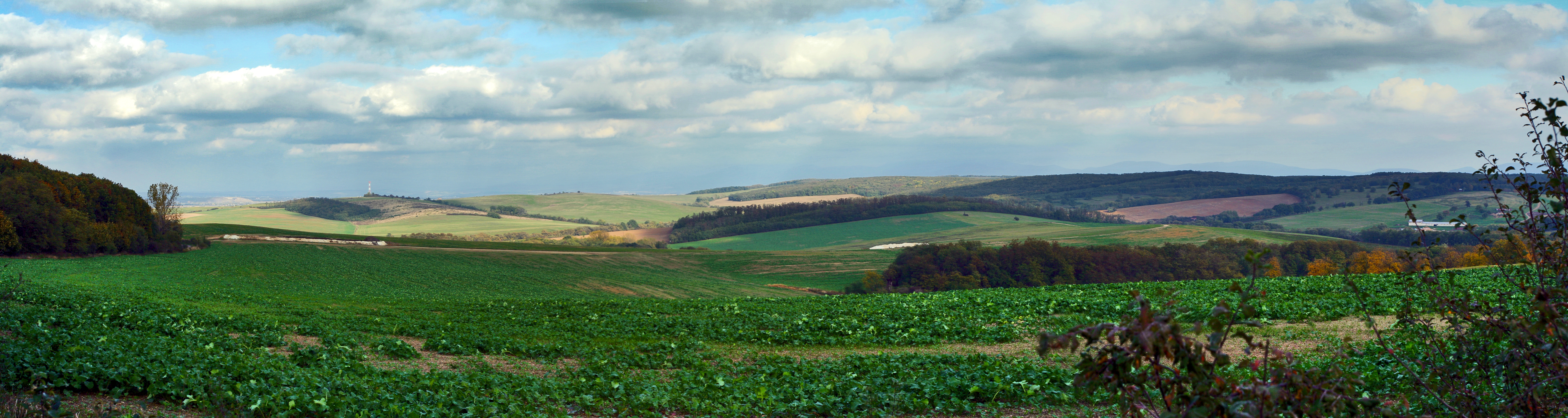
Buzica